# Саломея (фильм, 1918)
«Саломея» (англ. Salomé) — немая чёрно-белая драма 1918 года.
Премьера фильма состоялась 10 августа 1918 года в Сиэтле.
Копия картины, равно как и большинство фильмов с участием Теды Бары, сгорела во время пожара на киностудии Fox Film, и фильм считается утерянным.

## Сюжет
Саломея, падчерица царя Ирода и одна из первых роковых женщин в истории, в награду за танец просит голову пророка Иоанна Крестителя.

## В ролях
- Теда Бара — Саломея
- Раймонд Най — Царь Ирод
- Алан Роско — Иоанн Креститель
- Герберт Хейес — Сеян
- Бертрам Грассби — принц Давид
- Женевьева Блинн — королева Мариан

## Производство
В массовке фильма было задействовано две тысячи человек.
Восемьсот человек было занято на постройке декораций Иерусалима.

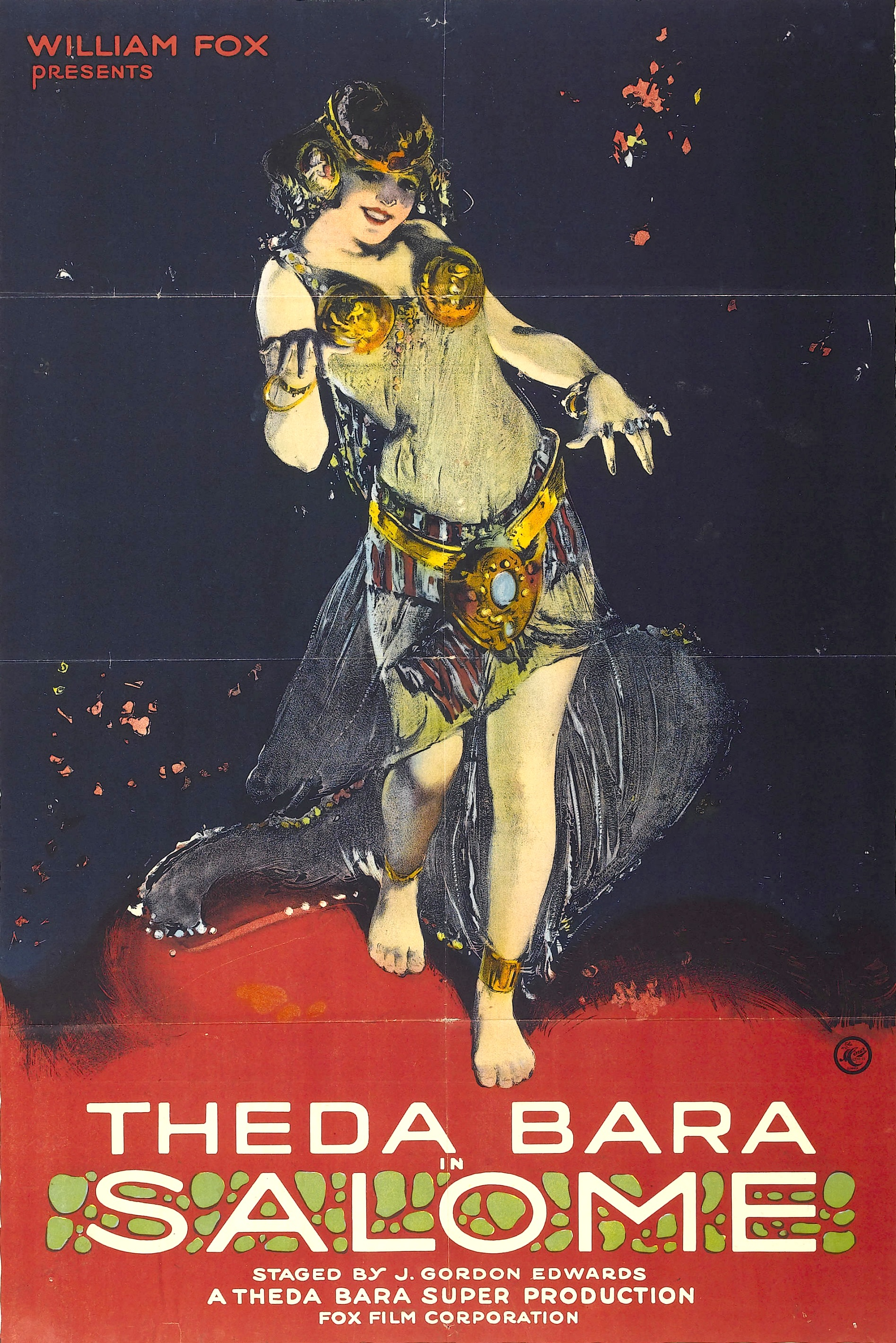
Плакат фильма